# Dark cabaret

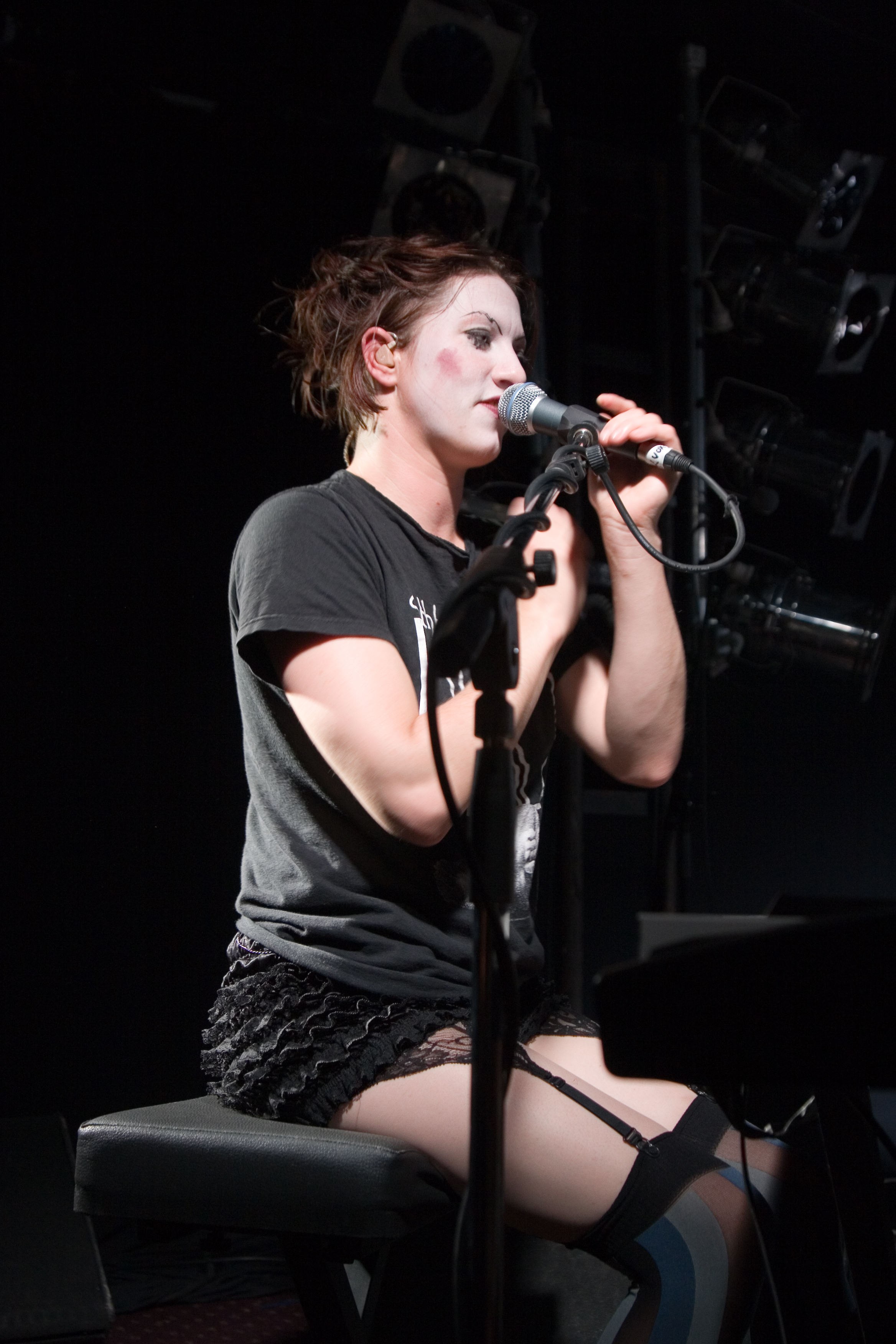
Amanda Palmer dei The Dresden Dolls.

Il dark cabaret è un genere musicale nato negli anni settanta, generatosi dalla commistione e rielaborazione di generi musicali quali la darkwave, il rock gotico, il death rock, il post- e punk rock, il folk rock ed il glam rock, uniti ad una trasposizione estetico-musicale di generi teatrali come il cabaret tedesco dell'era della Repubblica di Weimar, il vaudeville ed il burlesque. Sono inoltre presenti forti riferimenti al genere cinematografico noir.

## Caratteristiche
Gli elementi distintivi del dark cabaret sono il pianoforte utilizzato in un modo trainante ed incisivo e voci maschili o femminili estremamente basse, influenzate da artisti come PJ Harvey. In alternativa, la musica può essere incentrata su strumenti come il violoncello, il violino, la fisarmonica o la tromba.
Il termine deriva dalla recensione in un catalogo dell'etichetta discografica Projekt Records dell'album Dream Home Heartache di Rozz Williams, descritto come cabaret noir o glam cabaret.

## Storia

### Inizi
Uno dei primissimi gruppi a suonare in questo stile furono i Tiger Lillies, formatisi nel 1989, che fondevano vaudeville, opera e musica gitana. Negli anni ottanta c'era stato un revival del cabaret satirico grazie a gruppi come Fascinating Aida e Kit and the Widow, e la band univa questo stile a testi che parlavano di blasfemia, prostituzione e zoofilia cantati in falsetto. Nel 1999 la pianista e voce statunitense Jill Tracy pubblicò il suo secondo album Diabolical Streak, nel quale erano utilizzati strumenti come violino e violoncello. Il periodico Shift lo inserì nella lista Top 10 Neo-Cabaret albums of all time.
Un esempio di "pre-dark cabaret" è The End, l'album della cantante tedesca Nico, uscito nel 1974; è considerato tale soprattutto per canzoni come You Forgot To Answer e Secret Side. Altri artisti che hanno contribuito alla nascita della scena dark cabaret sono Klaus Nomi, Marc Almond, The Virgin Prunes, lo stile punk opera di Nina Hagen e Lydia Lunch, specialmente per il suo album pubblicato nel 1980, Queen of Siam.
Il gruppo gothic rock Siouxsie and the Banshees ha dato invece un contributo all'evoluzione di questo genere verso sonorità post-punk, con la canzone Peek-a-Boo, contenuta nell'album Peepshow, del 1988. Il video della canzone è “vaudevilliano”, una sorta di puzzle schizofrenico dove figurano elementi propri del dark cabaret successivo. Anche canzoni come Christian Circus Joe e la semi-jazz Psychic Sarah dei Sex Gang Children, realizzate più o meno nello stesso periodo, sono esempi di fusione di un suono dark cabaret, post-punk e gothic rock.
Il gruppo di Seattle Salon Betty, nel 1994, apporta al genere un tocco sensuale e sarcastico con il singolo Last Cigarette e l'album The Big Hair Sex Circus. Rozz Williams, ex leader dei Christian Death, al contrario ha portato il dark cabaret verso una direzione ancora più improntata su tematiche ed estetica oscure con Dream Home Heartache, pubblicato nel 1995.

### Evoluzione
Il termine dark cabaret è spesso associato ad una vasta gamma di gruppi punk opera, neoburlesque, gothic ragtime, apocalyptic folk, neofolk, psych folk nati negli anni novanta; questo perché il genere in sé può potenzialmente assumere, come effettivamente è successo, un'enorme varietà di sfaccettature. Il risultato è l'impossibilità di distinguere gli artisti che hanno fatto parte appieno della scena dark cabaret da quelli che invece ne sono stati soltanto influenzati.
Alcune band death rock ad esempio, abbandonando le radici del genere per sperimentare le sonorità della musica elettronica, si avvicinarono molto allo stile dark cabaret. Tra queste si possono citare ad esempio i Deadfly Ensemble (il progetto solista di Lucas Lanthier dei Cinema Strange). Nel 1999 gli stessi Cinema Strange appaiono al Goth Oddity: A Tribute To David Bowie eseguendo la traccia Time e aggiungendovi tracce di pianoforte come nella classica tradizione cabaret.
Gli Xyra & Verborgen, che nel 1998 hanno creato un nuovo genere classificato come Cabaret Rock Nouveau-Goth Art Rock, i Katzenjammer Kabarett, che si sono autodefiniti prima deathrock cabaret e successivamente post-punk cabaret, la band deathrock Deadchovsky nell'album Decadence Revolution (2004) e in particolare nel brano Le Sandwichier Glauque De Montmartre, ove hanno fatto uso di elementi cabarettistici, e gli Schizowave, band fondata nei primi mesi del 2004 dalla cantante e pianista di origine russa Lena Potapova e che miscelava cabaret e jazz a tinte dark in stile Tom Waits, sono altri esempi che mostrano l'ampia varietà di forme che questo genere ha assunto.
Sempre nel 1998 il cubano Voltaire ha contaminato questo sound cupo con i ritmi della musica latina, in special modo messicana o comunque ispanica, creando mix di flamenco, tango e musica mariachi, in canzoni come "Day of the Dead" o "Blue eyed Matador". Ma anche con il country americano inserendo delle ballate acustiche come "Goodnight Demon Slayer" o "Almost Human". Nel 2007 amplia la gamma di generi musicali attribuiti al Dark Cabaret, inserendo il reggae con il brano "Reggae Mortis" e nel 2008 conclude con l'inserimento di un genere musicale in grande ascesa, ovvero il Folk Piratesco in stile "Quindici Uomini" con la canzone "The Beast of Pirate Bay". Tutti, o quasi, i brani di Aurelio Voltaire, fanno riferimento a creature mitologiche e o prese in prestito dal mondo fantasy, oppure ad eventi, feste e citazioni; "Spooky Stories" ne è un esempio, conservando in esse una morale profonda e ottimista, contrariamente a quel che si possa pensare ascoltando questo genere di musica.

### Oggi
Il termine dark cabaret divenne popolare solo a partire dal 2005, quando la Projekt Records, etichetta specializzata in gothic rock, pubblicò la compilation Projekt Presents: A Dark Cabaret. L'album conteneva Flowers da Dream Home Heartache di Rozz Williams insieme ad altre tracce, tra cui Evil Night Together di Jill Tracy e Coin-Operated Boy dei The Dresden Dolls. Questi ultimi, formati nel 2000 da Amanda Palmer e Brian Viglione, descrivono la propria musica come punk cabaret brechtiano, termine coniato dalla Palmer nel 2003, in parte per evitare la classificazione come gruppo gothic rock. Tuttavia, a causa del loro stile musicale e di abbigliamento, i Dresden Dolls sono stati rapidamente inseriti nel movimento dark cabaret. In seguito altri gruppi hanno iniziato a definirsi dark cabaret; tra questi Birdeatsbaby e Tragic Tantrum Cabaret.

#### Il panorama italiano
Altre suggestioni dark-cabaret sono legate alla folk band Calle della Morte, negli album Tardo Autunno (2003) (specialmente nei brani Tardo Autunno e Ballerino di tango si uccide) e Gente di malaffare (2005).
Il progetto "Ianva" nel 2005 realizza il mini-CD La ballata dell'Ardito, che contiene brani cabaret e una cover del pezzo di Jacques Brel Amsterdam. L'anno successivo pubblicano l'album Disobbedisco!, che presenta altri pezzi del medesimo genere, come Tango della Menade, e negli anni a seguire ne manterranno alcune incursioni.
Nel 2006 il gruppo musicale italiano Ataraxia registra l'album Paris Spleen, che unisce alle loro caratteristiche sonorità dark elementi della tradizione chansonnaise e cabarettistica francese; alla produzione dell'opera ha contribuito addirittura una compagnia teatrale d'oltralpe, Madame Bistouri and CircuZ KumP.
Nello stesso anno (2006), gli Spiritual Front varcano le soglie del loro tradizionale suicidal pop nell'album Armageddon Gigolo per sperimentare una sorta di fusion tra cabaret e dark/apocalyptic folk.